# Gates to Purgatory
Gates to Purgatory – pierwszy album studyjny niemieckiej grupy heavymetalowej Running Wild wydany 26 grudnia 1984 roku przez niemiecką wytwórnię Noise Records.

## Lista utworów
1. „Victim of States Power” – 3:39
2. „Black Demon” – 4:29
3. „Preacher” – 4:26
4. „Soldiers of Hell” – 3:30
5. „Diabolic Force” – 5:04
6. „Adrian S.O.S.” – 2:54
7. „Genghis Kahn” – 4:13
8. „Prisoner of Our Time” – 5:26

## Reedycja z 1988 roku
Zawiera dwa dodatkowe utwory:

9. „Walpurgis Night”

10. „Satan”

## Twórcy
- Rock'n Rolf – wokal, gitara elektryczna
- Preacher – gitara elektryczna, wokal
- Stephan – gitara basowa
- Hasche – perkusja